# فانيتي
فانيتي (بالإنجليزية: Vanity)‏ هي مغنية وعارضة وممثلة كندية، ولدت في 4 يناير 1959 في كندا، وتوفيت في 15 فبراير 2016 في الولايات المتحدة بسبب قصور كلوي. بدأت مشوارها المهني سنة 1977.

## وصلات خارجية
- فانيتي على موقع IMDb (الإنجليزية)
- فانيتي على موقع ألو سيني (الفرنسية)
- فانيتي على موقع ميوزك برينز (الإنجليزية)
- فانيتي على موقع أول موفي (الإنجليزية)
- فانيتي على موقع قاعدة بيانات الأفلام السويدية (السويدية)
- فانيتي على موقع إن إن دي بي (الإنجليزية)
- فانيتي على موقع أول ميوزيك (الإنجليزية)
- فانيتي على موقع ديسكوغز (الإنجليزية)
- فانيتي على موقع قاعدة بيانات الفيلم (الإنجليزية)
- فانيتي على موقع كينوبويسك (الروسية)